# Boks
Boks (u prošlosti i "šakanje") je borilački sport u kojem se protivnici slične tjelesne težine udaraju šakama na kojima su podstavljene rukavice. Borba se odvija u ograđenom pravokutnom prstenu ili ringu (njem. Ring - prsten), u 3 do 15 rundi od po tri minute borbe. Cilj borbe je protivniku zadati  što više udaraca u dijelove tijela iznad pojasa (glava, trup) te pri tome izbjeći protivnikove udarce. Može se pobijediti nokautom (oznaka KO, od engleskog izraza knock-out-onemogućiti protivnika za daljnju borbu), tj. kada se protivnik nakon što je bačen na tlo ne uspije ustati u tijeku deset sekundi, tehničkim nokautom (oznaka TKO), tj. kada jedan borac nema snage nastaviti borbu, ili se pobjednik određuje odlukom sudaca nakon dogovorenog broja rundi.
Zbog činjenice da u boksu nije dozvoljeno protivnika udarati dok je na podu, i da postoje stroga pravila u koji dio tijela i na koji način se smije udarati protivnika, boks se često naziva i 'plemenitom vještinom. 

## Kratka povijest boksa
Kroz povijest su borbe dvoje ljudi šakama radi dokazivanja premoći i snage poznate od samih početaka civilizacije. Pravila su se pri tome bitno mijenjala, od načina i trajanja borbe, korištenja rukavica, načina suđenja itd. Često su te borbe bile surove pa čak i smrtonosne.
Prva boksačka pravila novijeg doba potječu iz Londona, gdje je su u 18. stoljeću zabilježena pravila koja su odredila  prostor za borbu, zabranjivala udarce glavom i  udarce ispod pojasa i sl. Godine 1867. je IX. Markiz od Queensberrya objavio sustavna pravila borbe prema ugledu na ta Londonska pravila, i danas se ta 'Queensberry' pravila smatraju prvim službenim boksačkim pravilima. Ta su pravila propisala runde trajanja tri minute, propisala veličinu ringa, zabranila udarce ispod pojasa i druge nesportske udarce, i donijela su glavninu pravila koja danas postoje u boksačkom svijetu.
Danas razlikujemo dva osnovna smjera boksa: amaterski (često nazivan i olimpijski) boks koji se primjenjuje na olimpijskim igrama, i profesionalni boks, kojim upravlja nekoliko različitih boksačkih federacija. Svaka federacija postavlja svoja specifična pravila vezana uz stvaranje ljestvice boksača (rangiranje) i načine osvajanja titule prvaka, iako su sama boksačka pravila u osnovi vrlo slična ili čak identična.

## Boksačka oprema
Osnovna boksačka oprema su boksačke rukavice i zavoji (bandaža) za ruke. Bandaže su zavoji kojima se obavijaju šake da se učvrste kosti i spriječi ozljeda prilikom udaraca, a rukavice dijelom ublažavaju  udarac i sprječavaju ozljede kao što su ogrebotine i sl. Rukavice imaju propisanu težinu za natjecanja po pravilima pojedine boksačke federacije. Također su vrlo važni nakurnjak (suspenzori) i gume za zube, a kod žena i štitnici za prsa.
Borba se odvija u ograđenom ringu, propisane veličine ovisno o federaciji. Boksači u amaterskom boksu moraju biti odjeveni u sportski dres, te nositi boksačku zaštitnu kacigu, koja ima funkciju sprječavanja jačih ozljeda. Ipak, kaciga ne štiti od činjenice da je prilikom udarca mozak udarenog boksača izložen kontuziji, odnosno udaranju o stijenke lubanje zbog potresa glave. Također, kaciga ne štiti bradu boksača koja je također izložena izravnim  udarcima. Boksači u profesionalnom boksu ne nose kacige, niti moraju imati dres na gornjem dijelu tijela, nego  su najčešće iznad pojasa nagi.

## Boksačka pravila
Osnovni cilj boksačke borbe je zadati što više udaraca protivniku a pri tome primiti ih što manje. Dobro zadani snažni udarci mogu protivnika i oboriti s nogu. Protivnika na podu nije dopušteno  udarati, nego on dobiva vrijeme od 10 sekundi za oporavak i eventualni nastavak borbe. Udarci su dozvoljeni samo u gornje dijelove tijela, iznad pojasa, i to samo s prednje strane. Svaki dobro zadani  udarac se boduje, i  ti bodovi  određuju pobjednika. kraj svih 12 rundi, 
Boksački meč najčešće prati više sudaca. Jedan u ringu koji osigurava poštovanje pravila za vrijeme borbe, te tri ili više njih (najčešće neparan broj, da se izbjegne podijeljena odluka) oko ringa koji prate borbu i boduju udarce.
Meč se odvija u krugovima  (rundama)  od po tri minute. Broj rundi varira, u amaterskom boksu se boksa u četiri runde, a u profesionalnom od 5 do 12 rundi.

### Težinske kategorije
Da bi se osigurala ravnopravnost borbe, boksači se natječu u težinskim kategorijama. Najčešće se koriste sljedeće težinske kategorije, poredane po težini boksača:
Olimpijski boksački sustav ima ove kategorije:
- papir, do 48 kg
- muha, 48-51 kg
- bantam 51-54 kg (prije 1945. se rabio naziv pijetao kategorija)
- perolaka, 54-57 kg
- laka, 57-60 kg
- poluvelter, 60-64 kg
- velter, 64-69 kg
- srednja, 69-75 kg (prve borbe u srednjoj kategoriji počele su se održavati 1840-ih.)
- poluteška, 75-81 kg
- teška, 81-91 kg
- superteška, 91 kg +

Za kadete i žene se koriste nešto drugačije kategorije:
- igla, do 46 kg
- papir, 46 - 48 kg
- muha, 48 - 50 kg
- polubantam, 50 - 52 kg
- bantam, 52 - 54 kg
- perolaka, 54 - 57 kg
- laka, 57 - 60 kg
- poluvelter, 60 - 63 kg
- velter, 63 - 66 kg
- polusrednja, 66 - 70 kg
- srednja, 70 - 75 kg
- poluteška, 75 - 80 kg
- teška, 80 - 86 kg

Profesionalni boks sadrži još nekoliko međukategorija, a nazivi ponekad odudaraju, ovisno o međunarodnom boksačkom udruženju. Težine su određene po britanskom mjernom sustavu, u kamenima ("stone"=14 funta; kratica za stone je st) i funtama (kratica je lb odnosno lbs).
| kategorija                             | g. granica u stoneima | g. granica u kg |
| -------------------------------------- | --------------------- | --------------- |
| papir (povijesni naziv)                | <6 st 11 lbs          | <47,627 kg      |
| minimuha/slamka/minimum                | 7,5 st                | 47,627 kg       |
| junior muha/polumuha                   | 7 st 10 lbs           | 48,988 kg       |
| muha (papir)                           | 8 st                  | 50,802 kg       |
| supermuha/junior bantam                | 8 st 3 lbs            | 52,163 kg       |
| bantam                                 | 8 st 6 lbs            | 53,252 kg       |
| superbantam/junior muha                | 8 st 10 lbs           | 55,225 kg       |
| pero                                   | 9 st                  | 57,153 kg       |
| superpero/junior laka                  | 9 st 4 lbs            | 58,967 kg       |
| laka                                   | 9 st 9 lbs            | 61,235 kg       |
| superlaka/junior velter                | 10 st                 | 63,503 kg       |
| velter                                 | 10,5 st               | 66,678 kg       |
| supervelter/junior srednja             | 11 st                 | 69,853 kg       |
| srednja                                | 11 st 6 lbs           | 72,574 kg       |
| supersrednja                           | 12 st                 | 76,203 kg       |
| poluteška (lightheavyweight)           | 12,5 st               | 79,379 kg       |
| lakoteška (cruiserweight)/junior teška | 14 st 4 lbs           | 90,892 kg       |
| teška                                  | >14 st 4 lbs          | >90,892 kg      |

## Boksačka tehnika
Postoji više osnovnih načina boksačke borbe. Osnovni boksački stav predviđa stoj u raskoraku i  ruke postavljene u visini ramena sa šakama ispred glave kao štit. Ta postavka ruku se naziva gard. Postoji i više vrsta udaraca kao što su aperkat (udarac odozdo, najčešće u bradu protivnika), zatim izravan udarac ili direkt, udarac zamahom s lijeve ili desne strane, tzv.  lijeva ili desna kuka ili kroše (fr. crochet, eng. hook), poluizravan udarac ili poludirekt, itd. U  borbi borci zauzimaju različite položaje jedan prema drugom ovisno o stilu svakog borca, pa je tako poznata borba na  odstojanju kada su borci udaljeni jedan od drugog za dužinu ruke i više, ili npr. borba u klinču (engl. clinch)  tj. zahvat kojim boksač hvata protivnika i vješanjem o njega onemogućuje borbu, kada su borci u neposrednoj blizini jedan drugog. Borac ovisno o položaju odabire najučinkovitije udarce i načine obrane.
U boksačkoj tehnici važan je i rad nogu (eng. footwork), kojim se borac može brzo premještati u povoljniji položaj, i  obrambeno umijeće izbjegavanja udaraca poznato kao eskivaža (fr. esquiver). Ipak, osnova svakog boksača prije svega mora biti (prema Cus D'Amato):  izdržljivost (eng. stamina),  brzina (eng. speed), usklađenost ili uigranost (eng. coordination),  snaga (eng. power) udaraca koje je u stanju zadati protivniku.

## Amaterski boks
Amaterski boks se često naziva i olimpijskim boksom, zbog činjenice da se pravila te verzije boksa koriste i na Olimpijskim igrama. Boksači obavezno nose kacige, te dresove (majice). Rukavice su u amaterskom boksu označene bijelom trakom na prednjoj strani, a boduju se samo udarci tim dijelom rukavice.
Gotovo svi boksači počinju svoju karijeru u amaterskom boksu, te tek nakon dokazivanja u toj kategoriji prelaze u profesionalce.

### Poznati amaterski boksači
U amaterskom boksu najveći je doseg pobjeda na Olimpijskim igrama. Najuspješniji olimpijci svih vremena u boksu su tri boksača koji su uspjeli osvajati zlatne medalje na trima različitim Igrama, a to je do sada pošlo za ruku trojici boksača: Mađaru László Pappu u periodu 1948. do 1956., te Kubancima Teófilo Stevensonu u periodu od 1972. do 1980. te Félix Savónu u periodu 1992. do 2000. godine.
Iako nije sporno da je profesionalni boks bitno kvalitetniji, nitko ne dvoji da su i brojni amaterski boksači pokazali snagu i vještinu vrijednu divljenja. Čak postoje mišljenja da bi spomenuti Kubanci Stevenson i Savon bili vrlo uspješni profesionalci, u slučaju da su se ikad odlučili na profesionalnu karijeru. Međutim, važno je reći da bi svakako i netko od profesionalaca mogao ponoviti njihove dosege da su ostali u amaterskom boksu, jer je veliki broj boksača koji su kao amateri bili olimpijski pobjednici, da bi kasnije zablistali i kao profesionalci. Primjer takvog boksača je recimo Cassius Clay (kasnije poznat kao Muhammad Ali), osvajač zlata na Igrama u Rimu 1960 koji je nakon amaterske karijere bio i višestruki svjetski prvak u profesionalnom boksu.
Od hrvatskih boksača najviše se istaknuo Mate Parlov, koji je bio i olimpijski pobjednik te kasnije profesionalni prvak svijeta u poluteškoj kategoriji po verziji WBC.

## Profesionalni boks
Profesionalni boks se smatra najvišim stupnjem boksačkog razvoja jednog boksača, te se općenito prvaci u profesionalnom boksu smatraju i najboljim boksačima uopće. Glavni cilj svakog profesionalnog boksača je kroz niz borbi s ugovorenim protivnicima ostvariti što bolju poziciju na rang listi federacije za koju se natječe, steći tzv. status izazvača koji mu onda omogućava borbu s aktualnim prvakom u toj federaciji. Pobjedom nad prvakom izazivač stječe status prvaka, najčešće simboliziran zlatnim pojasom te federacije. Poraz u borbi za prvaka najčešće znači i gubitak mjesta na rang listi, i gubitak šanse za borbu za naslov, barem dok se boksač ponovno ne dokaže kroz druge mečeve.
Veliki je broj boksača koji su ostali upamćeni po svojim borbama, iako se karizmom kao najveći među njima često ističe teškaš Muhammad Ali. Mnogi će ljubitelji boksa međutim svoje glasove dati npr. teškašima Joe Frazieru, Mike Tysonu, Lennox Lewisu ili možda boksačima u lakšim kategorijama kao što su bili Sugar Ray Leonard ili Oscar de la Hoya.

### Profesionalne boksačke federacije
Profiesionalnim boksom upravljaju boksačke federacije, koje preko svojih promotora sastavljaju liste izazivača i dogovaraju borbe za naslov. Nažalost, u šumi različitih federacija prosječni se ljubitelj teško snalazi, i ponekad nije jasno koliko je neka titula 'svjetskog prvaka po verziji XY' zaista relevantna. Ipak, među brojnim federacijama se ističu kao najpoznatije i jedine relevantne:
- IBHOF (International Boxing Hall of Fame) organizacije
  - International Boxing Federation (I.B.F.)
  - World Boxing Association (W.B.A.)
  - World Boxing Council (W.B.C.)
  - World Boxing Organization (W.B.O.)
- World Professional Boxing Federation (W.P.B.F.)
- International Boxing Organization (I.B.O.)

U boksačkim je krugovima cijenjen i uvažen naslov prvaka prema boksačkom časopisu The Ring.

## Boks bez rukavica / Goloruki boks
(engl. bare-knuckle boxing)

## Ekstremni boks
(engl. extreme boxing)
Boks s MMA rukavicama.

## Boks i stav javnosti
Boks kao sport je često bio predmetom kritika onih koji smatraju da taj sport prije svega potiče agresivnost, te da je u osnovi vrlo grub i opasan sport koji je u stvari legalizacija ulične tuče. Pristalice boksa tvrde da je riječ o plemenitoj vještini, te da boksač iako direktno napada protivnika ujedno prema njemu gradi i duboko poštovanje i sportski duh, te da je bolje agresivnost prakticirati u sportu nego li u drugim područjima ljudksog života i rada.
Postoje i brojne medicinske analize koje pokušavaju dokazati utjecaj boksa na zdravlje sportaša. Iako je statistički broj smrtnih slučajeva u boksu daleko rjeđi nego li kod nekih drugih uobičajenih sportova (konjički sport,  padobranstvo, ronjenje, planinarenje, automobilizam itd.) protivnici boksa tvrde da udarci u glavu prilikom svakog meča u stvari dovode do niza potresa mozga te da kao takvi trajno oštećuju živčani sustav boksača. S druge strane, boksački stručnjaci tvrde da je u slučaju pravilnog treninga i pripreme boksača prije borbe rizik po zdravlje minimalan, odnosno čak i manji nego li kod nekih drugih sportova.
Ipak, u nekim je zemljama boks kao sport zabranjen, neke zabranjuju organizaciju profesionalnih borbi i sl. 

## Vanjske poveznice
- BoxRec
- The Ring
- BoxingScene
- CROring Portal - Dnevno najnovije vijesti iz boksačkog svijeta.
- Boks Vijesti  Arhivirana inačica izvorne stranice od 7. kolovoza 2019. (Wayback Machine)
- Međunarodna boksačka dvorana slavnih (IBHOF)